# Azjatycka Formuła 3
| Azjatycka Formuła 3      | Azjatycka Formuła 3       |
| ------------------------ | ------------------------- |
| Kategoria                | Wyścigi samochodowe       |
| Region                   | Azja Południowo-Wschodnia |
| Pierwszy sezon           | 2001                      |
| Ostatni sezon            | 2008                      |
| Nadwozia                 | Dallara                   |
| Silnik                   | TOM’s–Toyota              |
| Ostatni mistrz kierowców | Frédéric Vervisch         |
| Ostatni mistrz zespołów  | Team Goddard              |

Azjatycka Formuła 3 – seria wyścigowa samochodów jednomiejscowych organizowana w południowo-wschodniej Azji pod szyldem wyścigów FIA Formuły 3. Została utworzona w sezonie 2001 przez Stowarzyszenie Wyścigów Samochodowych w Filipinach. W ostatnich latach seria była promowana pod szyldem Asian F3 Pacific Series. Seria zakończyła działalność w 2009 roku. Wyścigi odbywały się na torach Sentul W Indonezji; Zhuhai i Goldenport Park W Chinach; Autopolis w Japonii oraz na Subic i Batangas w Filipinach.

## Mistrzowie
| Sezon     | Oficjalna nazwa                  | Mistrz            | Zespół                     |
| --------- | -------------------------------- | ----------------- | -------------------------- |
| 2001      | Asian Formula Three Championship | JoJo Silverio     | TOM’s-Zed                  |
| 2002      | Asian Formula Three Championship | Mark Goddard      | Team Goddard               |
| 2003      | Asian Formula Three Championship | Pepon Marave      | Kinetic F3 Racing Team     |
| 2004      | Asian Formula Three Championship | Christian Jones   | Christian Jones Motorsport |
| 2005      | Asian Formula Three Championship | Ananda Mikola     | ThreeBond Racing           |
| 2006      | Asian Formula Three Championship | James Winslow     | JA Motorsport              |
| 2007      | Asian F3 Pacific Series          | Dillon Battistini | Aran Racing                |
| 2007/2008 | Asian F3 Pacific Series          | Frédéric Vervisch | Team Goddard               |